# Gattaiola (porta)

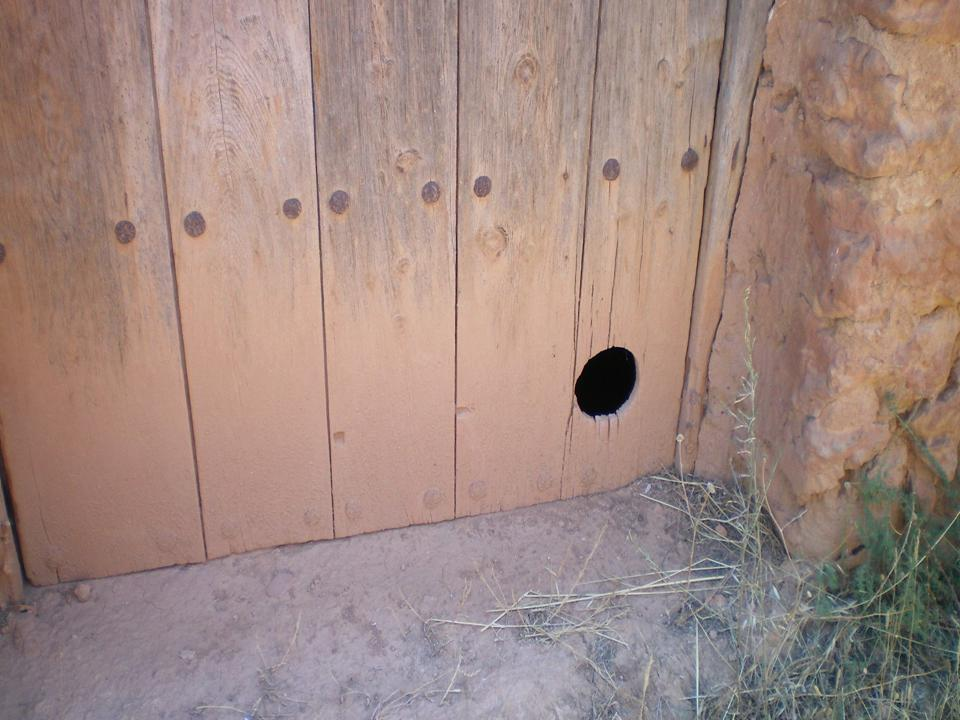
Gattaiola in una casa in Spagna.

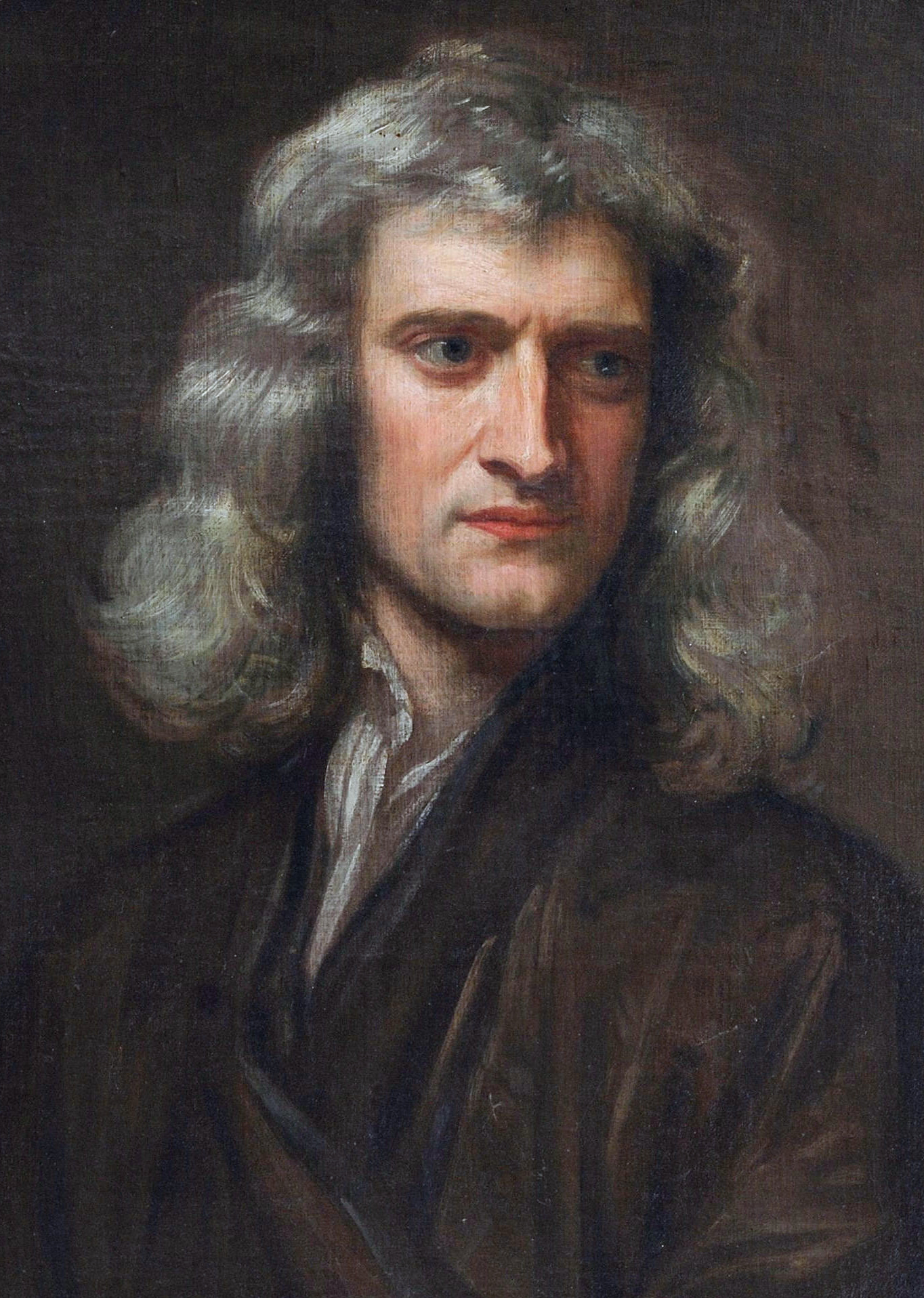
Isaac Newton, cui è attribuita l'invenzione della cat flap.

La gattaiòla è una porta per gatti, ovvero una piccola apertura posta sul fondo dei portoni, in particolar modo di quelli in legno delle antiche cantine, che permette il libero passaggio dei felini domestici, con l'obiettivo di evitare la proliferazione dei roditori nei locali.
In altri casi le porte per gatti assolvono una diversa funzione: applicate sulla porta o su un muro perimetrale, esse danno la possibilità, ai gatti domestici, di entrare e uscire liberamente dall'abitazione dei proprietari. Un simile uso è molto diffuso in alcuni paesi, come ad esempio il Regno Unito, dove si calcola che circa il 90% dei gatti domestici abbia accesso all'esterno dell'abitazione. Nel mondo anglosassone, la terminologia utilizzata è cat flap (British English), attestata dal 1957, insieme a cat door, attestata nel 1959. In American English il termine utilizzato è kitty door. Esistono parallelamente le porte per cani, aventi scopi del tutto analoghi, ma con opportuno diverso dimensionamento. 

## Apertura a botola

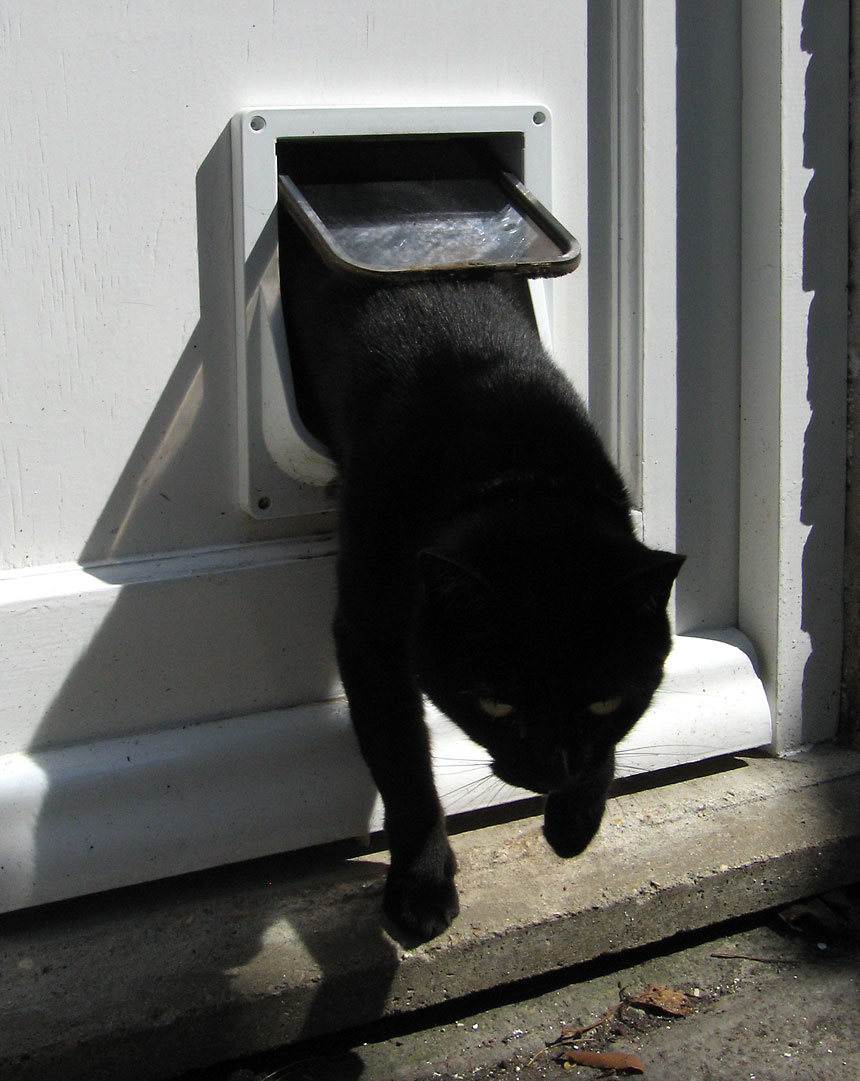
Funzionamento di una botola per gatti.

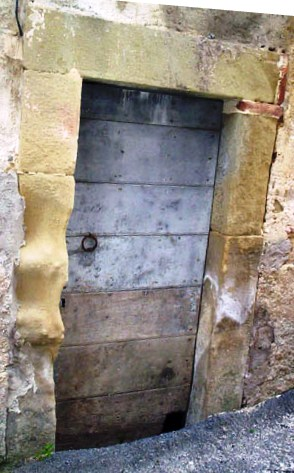
In basso a destra, piccola, la gattaiola della porta di un fondaco

Il sostantivo flap, presente nella terminologia anglosassone, riflette il fatto che questo tipo di apertura è abitualmente munito di una botola mobile che si richiude dopo aver permesso il passaggio dell'animale. Il ritorno in sede della botola avviene grazie a una forza di richiamo che, nei casi più semplici, è fornita dalla forza di gravità. La stessa invenzione della botola per gatti è curiosamente attribuita allo scopritore della legge fisica della gravitazione universale, Isaac Newton. 
Di lui si racconta anche che avrebbe realizzato due buchi nella porta della sua camera da letto, uno più piccolo per il gattino e un altro, più grande, per la gatta madre. Tuttavia vi è chi, con riferimento a una certa tradizione aneddotica sullo scienziato, ritiene poco verosimile la presenza di animali domestici, siano essi stati cani o gatti, nella camera da letto dello scienziato.

### Perfezionamenti
Il semplice meccanismo di apertura e chiusura reso possibile dalla gravità, presenta l'inconveniente di permettere l'ingresso di aria o pioggia dall'esterno, o il rischio di entrare in rumorosa oscillazione in caso di vento. Per questo motivo, in alcune realizzazioni pratiche, la porta mobile è munita di un sistema di blocco che fa uso di un magnete permanente.
In alcuni modelli è presente poi un fermo regolabile in grado di limitare la possibilità di accesso in un'unica direzione, da, o verso, l'esterno.
Modelli più sofisticati hanno un fermo elettromagnetico, in grado di riconoscere un magnete permanente incorporato nel collare indossato dall'animale, in modo da permettere l'accesso solo a chi ne è provvisto.
Il modello precedente presenta però l'inconveniente di non essere adatto per quelle abitazioni un cui sia presente più di un gatto. A questo scopo ne esistono esemplari muniti di sensori a raggi infrarossi, che permettono l'accesso ai soli gatti con indosso un trasmettitore a infrarossi che emette il giusto codice.
Il problema legato alla costrizione di dover indossare un collare può essere superato con l'impiego della tecnologia RFID: il sistema che regola l'accesso può leggere un microchip impiantato sotto la cute.
Alcuni gatti possono eludere la limitazione di accesso in un solo verso premendo alla base della botola interna.
Per impedire ai gatti di portare roditori all'interno dell'abitazione si è giunti a una soluzione tecnologica estrema, che prevede l'installazione di una webcam asservita a un software per il riconoscimento di immagini. In questo caso viene effettuata anche una registrazione cronologica degli eventi di entrata/uscita, visibile sul sito internet, con linea temporale fotografica delle immagini catturate dalla webcam.